# Базис (математика)

Ілюстрація стандартного базису в R^{2}. Блакитний і помаранчевий вектори є елементами базису; зелений вектор може бути представлений через базисні вектори, він лінійно залежить від них.

Ба́зисом (дав.-гр. βασις, основа) векторного простору {\displaystyle V} називається впорядкований набір векторів {\displaystyle \{e_{1},...,e_{n}\}}, якщо кожний вектор із {\displaystyle V} можна однозначно представити у вигляді лінійної комбінації:
{\displaystyle v=\sum _{i=1}^{n}a_{i}e_{i},\quad a_{i}\in \mathbb {K} .}
Коефіцієнти {\displaystyle a_{i}} кільця {\displaystyle \mathbb {K} } називаються координатами вектора {\displaystyle v} відносно базису {\displaystyle {\ e_{i}}}. Ця рівність зазвичай записується скорочено:
{\displaystyle a=(\alpha _{1},\alpha _{2},...,\alpha _{n})}. Тобто так само, як і для запису матриць. 
Якщо {\displaystyle a=(\alpha _{1},\alpha _{2},\alpha _{3}),} {\displaystyle b=(\beta _{1},\beta _{2},\beta _{3})} та {\displaystyle \lambda } - деяке дійсне число, то 
{\displaystyle a=b\Leftrightarrow \alpha _{1}=\beta _{1}\land \alpha _{2}=\beta _{2}\land \alpha _{3}=\beta _{3},\quad \quad \lambda a=(\lambda \alpha _{1},\lambda \alpha _{2},\lambda \alpha _{3}),\quad \quad a+b=(\alpha _{1}+\beta _{1},\,\,\alpha _{2}+\beta _{2},\,\,\alpha _{3}+\beta _{3}).}
Таким чином, кожний вектор простору повністю визначається своїми координатами, тобто впорядкованою трійкою дійсних чисел,а операції над векторами простору зводяться до операцій над впорядкованими трійками дійсних чисел. Таким чином, з алгебричної точки зору вектори простору можна вважати впорядкованими трійками чисел. 
Представлення вектора у вигляді лінійної комбінації базисних векторів називається розкладанням вектора по даному базису.
Кількість векторів базису не залежить від вибору базисних векторів і дорівнює розмірності простору і позначається {\displaystyle \ \dim V.} Існують простори як із скінченним, так й нескінченним базисом. Наприклад, n-вимірний еквлідовий простір. 
Вектори базису є лінійно незалежними.

## Обертання

Ліва та права системи координат у трьохвимірному просторі. Базисом є трійка векторів е1, е2, е3, кожний з яких спрямований уздовж якоїсь із осей.

Набір лінійно незалежних векторів можна неперервно перетворювати, тому ні у якій проміжній конфігурації об'єм не перетвориться на нуль, або до набору {\displaystyle e_{1},e_{2},...,e_{n}}(правий базис), або до набору {\displaystyle -e_{1},e_{2},...,e_{n}} (лівий базис). Зокрема, перетворення здійснюється як поворот у площині, натягнутій на вектори {\displaystyle e_{1},e_{2}} на кут {\displaystyle {\frac {\pi }{2}}}

Знак у формулі, наведеній під малюнком, визначається парністю перестановки.
Існує застереження щодо складання обертань: трьохвимірні обертання не комутують. 

## Приклад
Вектори ei = (0, …, 1, …, 0), 1 ≤ i ≤ n утворюють базис в {\displaystyle \mathbb {K} ^{n}}.